# Földmérési és Távérzékelési Intézet

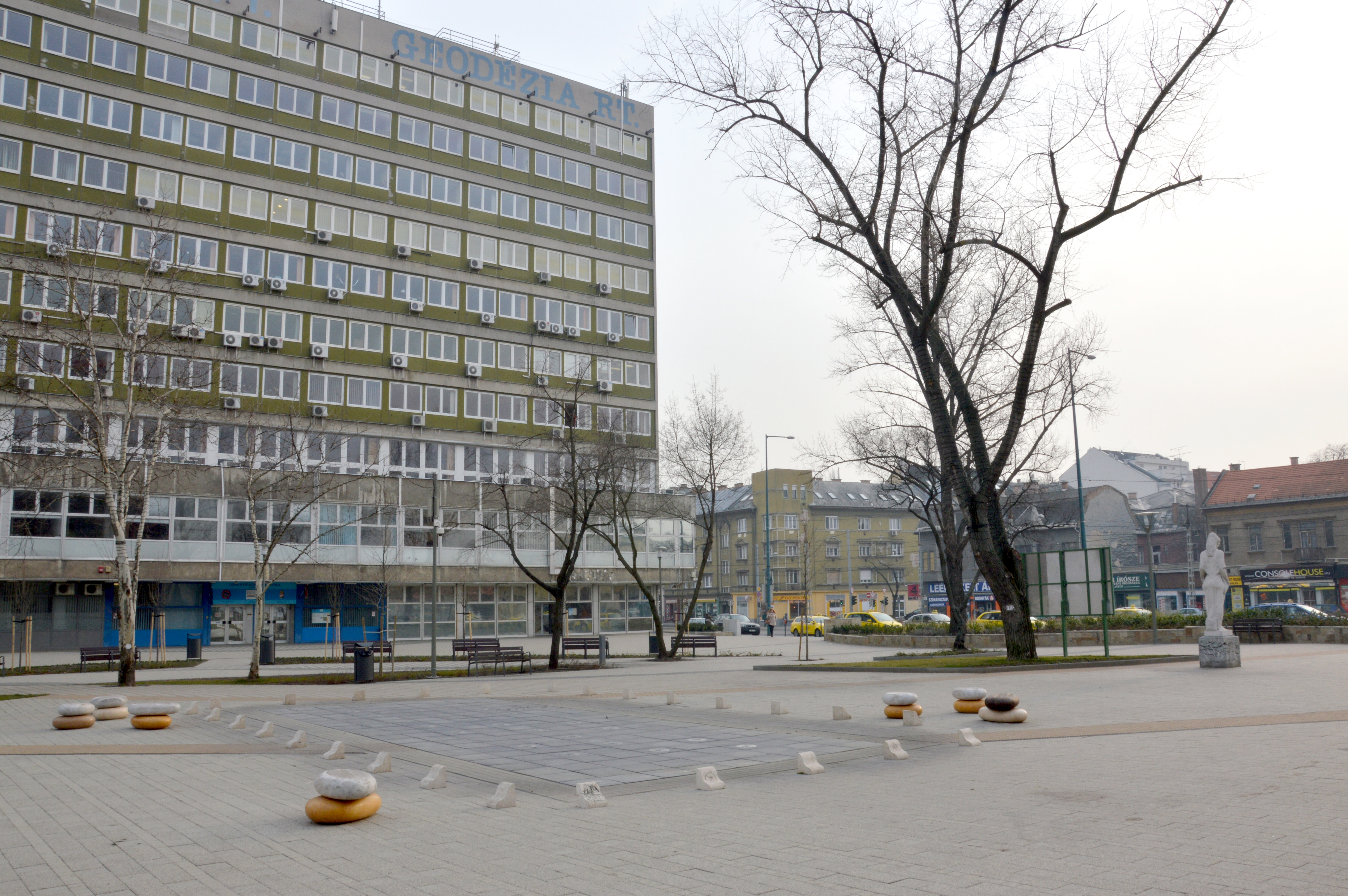
Földmérési és Távérzékelési Intézet épülete, a Bosnyák téren

A Földmérési és Távérzékelési Intézet (rövidített név: FÖMI) a magyar kormány földméréssel és térinformatikával foglalkozó államigazgatási szervezete volt, amely 2017-ben jogutódlással megszűnt. Jelenleg, 2019. április 1-től a földmérési és térinformatikai államigazgatási szerv egyes feladatait a Lechner Tudásközpont látja.

## Története
A FÖMI 1967-ben alakult, az 1967. évi 8. törvényerejű rendelet (mely a minisztériumi átszervezésekről szólt), a 22/197. MÉM utasítás (a Térképészeti Hivatal Földmérési Intézetének létrehozásáról) és a 338/2006. (XII. 23.) kormányrendelet (ami a Földmérési és Távérzékelési Intézetről, a Földrajzinév Bizottságról és az ingatlan-nyilvántartás szabályairól szólt) hozta létre.
A FÖMI 2017. januárjában az 1312/2016. (VI. 13.) Kormány határozat alapján jogutódlással Budapest Főváros Kormányhivatalába beolvadással megszűnt. Ezt követően feladatait a Kormányhivatal Földmérési, Távérzékelési és Földhivatali Főosztálya (BFKH FTFF) látja el.  A BFKH FTFF-nek a FÖMI egykori igazgatója (2015-2016), Fekete Gábor lett főosztályvezetője.
Az ingatlan-nyilvántartási és térképészeti feladatok átrendezésével összefüggő kormányzati szerkezetátalakításról szóló 1151/2019. (III. 25.) Korm. határozat alapján Budapest Főváros Kormányhivatala Földmérési, Távérzékelési és Földhivatali Főosztályából az Alaphálózati és Államhatárügyi Osztály, a Földügyi Fejlesztési és Üzemeltetési Osztály, a Kozmikus Geodéziai Osztály, a Szolgáltató Osztály, a Távérzékelési Osztály, a Térinformatikai Osztály, valamint az ezen osztályoknak informatikai támogatást biztosító Informatikai Főosztályból az Informatikai Osztály 6. beolvadásos kiválással a Lechner Nonprofit Kft.-be olvadtak be úgy, hogy a beolvadásos kiválással beolvadó osztályok jogutódja 2019. április 1. napjától a Lechner Nonprofit Kft., ahol az ügyvezetői feladatokat Fekete Gábor látta el. Jelenleg Kerekes Balázs az ügyvezető. 

## Tevékenysége
Tevékenysége
Tevékenységét és jogállását legutóbbi, 2010. november 11-én kelt Alapító Okirata határozta meg, mely szerint "ellátja a földügyi, földmérési, térképészeti, térinformatikai és távérzékelési terület szakmai irányítását, fejlesztését és adatszolgáltatásaival kapcsolatos és az infrastruktúrák működtetését biztosító hatósági és egyéb jogkörébe utalt feladatokat. 
A FÖMI 2011. augusztusában  rendelkezett az országos térinformatikai nyilvántartások jelentős részének fizikai hozzáférésével, az adatokkal és azok nyilvánosságra hozatalával, licencelésével, és ennek árképzésével. Ezen adatok nagy része közadat (közpénzből finanszírozott, közérdekű adatok), mint amilyen az ingatlan-nyilvántartás térképi része vagy az országos földrajzi alaptérképek. 
Ellátja a téradat-infrastruktúrák működtetését lehetővé tévő térbeli alapadatkörök (állami alapadatok) gyűjtését, feldolgozását, tárolását, fejlesztését és szolgáltatását. EU szinten képviseli Magyarországot a nemzetközi geodéziai, kartográfiai, távérzékelési, térinformatikai és űrkutatási szervezetekben.
Vonatkozó jogszabályok:
- a földmérési és térképészeti tevékenységről szóló 1996. évi LXXVI. törvény,
- a földmérési és térképészeti tevékenységről szóló 2012. évi XLVI. törvény,
- az ingatlan-nyilvántartásról szóló 1997. évi CXLI. törvény,
- a földművelésügyi hatósági és igazgatási feladatokat ellátó szervek kijelöléséről szóló 383/2016. (XII. 2.) Korm. rendelet,
- az ingatlan-nyilvántartási célú földmérési és térképészeti tevékenység részletes szabályairól szóló 8/2018. (VI. 29.) AM rendelet,
- a földmérő igazolványról, az ingatlanrendező földmérő minősítésről, valamint a földmérési szakfelügyelői feladatokról szóló 52/2014. (IV. 29.) VM rendelet,
- az alapponthálózati pontokkal kapcsolatos szabályokról szóló 51/2014. (IV. 29.) VM rendelet,
- a térképészetért felelős miniszter felelősségi körébe tartozó állami alapadatok és térképi adatbázisok vonatkoztatási és vetületi rendszeréről, alapadat-tartalmáról, létrehozásának, felújításának, kezelésének és fenntartásának módjáról, és az állami átvétel rendjéről szóló 15/2013. (III. 11.) VM rendelet,
- az elektronikus ügyintézés és a bizalmi szolgáltatások általános szabályairól szóló 2015. évi CCXXII. törvény,
- az állami alapadatok adatbázisainak selejtezési és archiválási rendjéről, valamint a földügyi és távérzékelési levéltárról szóló 39/2014. (XII. 18.) FM rendelet,
- az általános közigazgatási rendtartásról szóló 2016. évi CL. törvény,
- a földmérési és térképészeti állami alapadatok kezeléséről, szolgáltatásáról és egyes igazgatási szolgáltatási díjakról szóló 63/1999. (VII. 21.) FVM-HM-PM együttes rendelet.

## Felügyelete
Az Agrárminisztérium jogelődje a Vidékfejlesztési Minisztérium gyakorolta 2016. december 31-ig a felügyeletét, amelynek önállóan működő és gazdálkodó szerve költségvetési szerve volt. 
Felügyeletét 2017. óta a térképészetért és ingatlan-nyilvántartásért felelős miniszterként látja el, aki a Miniszterelnökséget vezető miniszter. 

## Vezetése
1. 1967. augusztus 1-jével Felföldi Mihály szakmérnök,
2. 1968. szeptember 1-jével Katona Sándor szakmérnök,
3. 1970. szeptember 1-től Jagasics Béla főtanácsos,
4. dr. Sípos Sándor (igazgató),
5. Apagyi Géza (igazgató),
6. dr. Mihály Szabolcs (főigazgató),
7. 2010.június 21-i hatállyal Toronyi Bence (főigazgató),
8. 2015. február 16-ától Fekete Gábor (főigazgató).

Fekete Gábor:
1. 2015.február 16 - 2016. december 31. főigazgató (FÖMI)
2. 2017.január 1 - 2019.március 31. főosztályvezető (BFKH FTFF)
3. 2019. január 1 - 2019. május 6. ügyvezető (Lechner Nonprofit Kft.)

Kerekes Balázs:
2019. május 7. ügyvezető (Lechner Nonprofit Kft.)-

## Feladatai
Országos hatásköre és illetékessége
Ingatlanügyi hatóságként országos illetékességgel a földmérési és térinformatikai államigazgatási szerv feladata
1. az ingatlan-, a földműves, valamint földhasználati nyilvántartás országos központi adatbázisának üzemeltetése, valamint az abból történő adatleválogatás és adattovábbítás,
2. a számítógépes ingatlan-nyilvántartási rendszer kezelése, működtetése,
3. a számítógépes ingatlan-nyilvántartási rendszer szolgáltatásainak igénybevételéhez szükséges, az ingatlan-nyilvántartásról szóló törvény szerinti hozzáférési jogosultság megadása, visszavonása vagy felfüggesztése tárgyában történő határozat meghozatala, valamint a hozzáférés biztosítása,
4. a számítógépes ingatlan-nyilvántartási rendszer szolgáltatásait igénybevevők adatlekérdezései jogszerűségének és a biztonsági előírások betartásának ellenőrzése,
5. tulajdoni lap elektronikus formában szolgáltatott hiteles másolatának fokozott biztonságú elektronikus intézményi aláírással és időbélyegzővel történő ellátása,
6. az új állami alapadatok alapadatbázisainak állami átvétele,
7. az állami alapadatok tárolása, kezelése és szolgáltatása, valamint az adatbázisok kezelése és üzemeltetése,
8. az állami alapadatok és adatbázisok elektronikus (hálózaton keresztüli) szolgáltatása,
9. a Magyarország területére vonatkozó űrtávérzékelt adatok beszerzése, kezelése és szolgáltatása,
10. az államhatár földmérési jelei (határjelei), valamint az aktív GNSS hálózat vonatkozásában a tulajdonosi jogok gyakorlása,
11. az államhatár határjeleinek és határpontjainak EOV rendszerbeli koordinátáinak meghatározása,
12. a részben vagy egészben közpénzek felhasználásával készített, az állami topográfiai térképi adatbázis és az állami távérzékelési adatbázis adattartalmát érintő adatok kezelése és szolgáltatása,
13. az országos térképtár létesítése és működtetése,
14. az állami ingatlan-nyilvántartási térképi adatbázisból elektronikus formában szolgáltatott hitelesített másolat fokozott biztonságú elektronikus intézményi aláírással és időbélyegzővel történő ellátása,
15. az alapponthálózati pontok áthelyezésével, megszüntetésével, pótlásával kapcsolatos feladatok elvégzése,
16. a kormányhivatal alappont helyszínelésének ellenőrzése,
17. az állami alapadatok jogszerű felhasználásának ellenőrzése és bírság kiszabása a hatáskörébe utalt esetekben,
18. a részben vagy egészben közpénzek felhasználásával készített állami alapadatok adatbázisát érintő adatok átadásának elmulasztásáért kiszabandó bírságok kiszabása,
19. a hatáskörébe utalt földmérési és térképészeti szakfelügyeleti tevékenység,
20. az ingatlan-nyilvántartásról szóló törvény szerinti, a magyarországi ingatlantulajdon fennállásáról szóló hatósági bizonyítvány kiállítása,
21. a föld tulajdonjogának átruházását, vagy a föld tulajdonjogát érintő más írásba foglalt jogügyletet tartalmazó papír alapú okmány biztonsági kellékeiről és kibocsátásainak szabályairól szóló kormányrendeletben szabályozott biztonsági okmány beszerzése, az ingatlanügyi hatóságok részére történő elosztása, szállítása,
22. a papíralapú hiteles tulajdonilap-másolat kiállításához szükséges biztonsági elemek beszerzése, az ingatlanügyi hatóságok részére történő elosztása, szállítása.